# Leichtathletik-Weltmeisterschaften 2009/Teilnehmer (Nördliche Marianen)
| Gelbes Symbol für Goldmedaillen mit stilisierten Olympischen Ringen | Graues Symbol für Silbermedaillen mit stilisierten Olympischen Ringen | Braundes Symbol für Bronzemedaillen mit stilisierten Olympischen Ringen |
| ------------------------------------------------------------------- | --------------------------------------------------------------------- | ----------------------------------------------------------------------- |
| —                                                                   | —                                                                     | —                                                                       |

Der Leichtathletik-Verband der Nördlichen Marianen stellte zwei Athleten bei den Leichtathletik-Weltmeisterschaften 2009 in Berlin.

## Ergebnisse

### Männer

#### Laufdisziplinen
| Athlet        | Disziplin | Vorlauf    | Vorlauf | Viertelfinale      | Viertelfinale      | Halbfinale         | Halbfinale         | Finale             | Finale             |
| Athlet        | Disziplin | Zeit       | Platz   | Zeit               | Platz              | Zeit               | Platz              | Zeit               | Platz              |
| ------------- | --------- | ---------- | ------- | ------------------ | ------------------ | ------------------ | ------------------ | ------------------ | ------------------ |
| Clayton Kenty | 100 m     | 12,29 s PB | 90      | nicht qualifiziert | nicht qualifiziert | nicht qualifiziert | nicht qualifiziert | nicht qualifiziert | nicht qualifiziert |

### Frauen

#### Laufdisziplinen
| Athletin       | Disziplin | Vorlauf | Vorlauf | Viertelfinale      | Viertelfinale      | Halbfinale         | Halbfinale         | Finale             | Finale             |
| Athletin       | Disziplin | Zeit    | Platz   | Zeit               | Platz              | Zeit               | Platz              | Zeit               | Platz              |
| -------------- | --------- | ------- | ------- | ------------------ | ------------------ | ------------------ | ------------------ | ------------------ | ------------------ |
| Yvonne Bennett | 100 m     | DNS     | DNS     | nicht qualifiziert | nicht qualifiziert | nicht qualifiziert | nicht qualifiziert | nicht qualifiziert | nicht qualifiziert |